# Séisme de 2015 en Afghanistan
Le séisme de 2015 en Afghanistan est un tremblement de terre qui s'est produit le 26 octobre 2015 dans l'Hindou Kouch et ayant fait des morts, des blessés et des dégâts en Afghanistan, au Pakistan, au Tadjikistan et en Inde. Il est dû à la collision entre les plaques indienne et eurasiatique.
| Nationalité | Morts | Blessés | Total |
| ----------- | ----- | ------- | ----- |
| Pakistan    | 279   | 1964    | 2243  |
| Afghanistan | 115   | 538     | 653   |
| Inde        | 4     | 20      | 24    |
| Tadjikistan | 0     | 14      | 14    |
| Total       | 398   | 2536    | 2934  |

## Réactions internationales
- Afghanistan : le chef de l'exécutif afghan Abdullah Abdullah, a convoqué une réunion d'urgence des hauts responsables pour répondre à la catastrophe[3].
- Inde : le Premier ministre indien Narendra Modi a contacté le président afghan Ashraf Ghani et le Premier ministre pakistanais Nawaz Sharif afin de leur offrir son aide[4].
- Pakistan : le Premier ministre pakistanais Nawaz Sharif a déclaré une alerte immédiate et mobilisé toutes les ressources pour assurer la sécurité des citoyens du Pakistan. Selon le Inter-Services de relations publiques, le chef de l'Armée Raheel Sharif a dirigé le personnel de l'armée pour rejoindre si nécessaire les opérations de secours sans attendre les ordres.
- ONU : Selon le secrétaire général de l'ONU Ban Ki-moon, les agences des Nations unies se mobilisent pour aider les opérations de secours pakistanaises et afghanes[5].